# Violet UK
Violet UK é uma banda de rock japonesa, conhecida por ser um projeto do músico Yoshiki Hayashi. Segundo Yoshiki, este projeto possui várias facetas, não se tratando apenas de um simples projeto musical. É muito mais amplo e perpassa, inclusive pelo mundo
da moda.
O projeto, que cobre uma grande variedade de gêneros, apresentando vocais etéreos, piano clássico, baterias, arranjos de cordas e guitarras barulhentas, começou em 2000, e desde então tem contado com uma série de músicos e vocalistas.
Este projeto já foi o responsável por tocar algumas músicas temas de filmes, como "Blue Butterfly", do filme Catacombs, de 2007, "VUK-R", do filme Repo! The Genetic Opera, "Rosa", do filme Goemon, e "Blue Sky Heaven", da Japanese news station.

## Histórico
| “ | “Eu estou realizando um projeto chamado "Violet UK", violeta sendo o resultado da mistura do vermelho da raiva e do azul da tristeza.” | ” |

Violet UK é um projeto musical, elaborado em 1991, pelo músico japonês Yoshiki Hayashi, no qual procura misturar todas as experiências musicais que já teve ate hoje.
Em 2000, o músico participou de uma série de comerciais de TV para a empresa 7-Eleven do Japão. No vídeo, ele apresentou músicas do seu mais novo projeto, Violet UK, com um estilo bem diferente do que ele havia apresentado antes, em suas bandas (como o X-Japan, por exemplo).
Em Dezembro de 2002, Yoshiki realizou um Concerto com a Orquestra Filarmônica de Tokyo com músicas do X Japan e apresentou canções do seu projeto "Violet UK". O DVD “Symphonic Concert with Tokyo City Philharmonic Orchestra feat. Violet UK” seria lançado no dia 30 de março de 2004 junto com o CD Eternal Melody II.
Em 2005, "Sex & Religion", a primeira música do Violet UK a ser lançada oficialmente, tornou-se o hit número 1 do iTunes japonês.
Em 2007 Yoshiki produziu a trilha sonora do filme Catacombs. Para o filme, Yoshiki compôs a música "Blue Butterfly".

## Músicos
- Yoshiki Hayashi - Piano, Guitarra, Teclados (2002 - presente)
- Katie Fitzgerald - vocais (2010 - presente)
- SUGIZO - Guitarra (2011 - presente)
- Daughter - Vocais (2002) - Canções "Unnamed Song" e "Screaming Blue"
- Nicole Scherzinger - Vocais (2002) - Canção: "I'll Be Your Love"
- Natalie  - Vocais (2005) - Canção "Sex & Religion"
- Sara Wallace  - Vocais (2006) - Canção "The Other Side"
- Nina Bergman  - Vocais (2007) - Canção "Blue Butterfly"

## Discografia

### Singles
- 2005 - "Sex & Religion (Test Mix)"
- 2007 - "Blue Butterfly"
- 2009 - "ROSA [Movie mix]"

### DVD
- 2005 - "Symphonic Concert with Tokyo City Philharmonic Orchestra feat. Violet UK"

### Unreleased Songs
Esta seção traz canções que foram publicadas no Myspace da banda, ou que foram tcadas em shows, mas que ainda não foram vendidas comercialmente.
- Amethyst
- Angel
- Belladonna
- Blind Dance
- Blue and Blind
- City Of Devils
- Fetish
- God Bless You
- Hollywood Black Sheep
- L'arme
- Mary Mona Lisa
- Red Rhapsody
- Sane
- Sonnet 155
- The Other Side
- VH-1
- VS-5